# Acantholimon araxanum
Acantholimon araxanum är en triftväxtart som beskrevs av Aleksandr Andrejevitj Bunge. Acantholimon araxanum ingår i släktet Acantholimon och familjen triftväxter. Inga underarter finns listade i Catalogue of Life.